# Meghan Trainor
Pour les articles homonymes, voir Trainor.
Meghan Trainor est une auteure-compositrice-interprète américaine, née le 22 décembre 1993 sur l'île de Nantucket (Massachusetts). Elle devient célèbre en 2014 avec sa chanson All About That Bass, qui atteint la première place du Billboard Hot 100.

## Biographie

### Enfance et formation
Meghan Trainor naît et grandit à Nantucket, au Massachusetts. Évoluant dans une famille de musiciens, elle compose des chansons depuis l'âge de 11 ans. Pour ses 13 ans, ses parents (Gary et Kelli Trainor) lui offrent un ordinateur pour l'aider à créer ses propres chansons. La famille déménage ensuite à Hyannis (Massachusetts), pour que Meghan et ses deux frères, Ryan et Justin, puissent aller au Nauset Regional High School (en) dans la ville voisine de North Eastham.

### Carrière
À 17 ans, Meghan Trainor assiste au Durango Songwriter's Expo ; Big Al Anderson du NRBQ la présente alors à Carla Wallace du Big Yellow Dog Music. Meghan, ayant à peine 18 ans et toujours lycéenne, signe alors un contrat d'auteur-compositeur avec eux. En 2011, Meghan Trainor sort deux albums qu'elle a elle-même écrits et produits, I'll Sing With You et Only 17. Après des séjours à Los Angeles et New York, elle s'installe à Nashville à 19 ans. Elle a notamment collaboré avec Rascal Flatts, Sabrina Carpenter et R5.
Durant l'un de ses déplacements musicaux, elle a rencontré Kevin Kadish, un producteur nommé aux Grammy Award, avec lequel elle compose notamment la chanson All About That Bass en 2014.
Le 13 janvier 2015, elle sort son album Title. Comportant des chansons pop acidulées mêlant le doo-wop avec des sonorités hip-hop, album est l'un des plus gros succès de l'année 2015 aux États-Unis, comptant quatre singles devenus des tubes : All About That Bass (numéro 1 pendant 8 semaines aux États-Unis), Lips Are Moving (numéro 4 des charts américains) Dear Future Husband (numéro 14 dans les charts américains) et Like I'm Gonna Lose You (8ème des charts). En octobre 2015 Trainor sort une chanson promotionnel du film Les Peanuts, appelée Better When I'm Dancing, c'est un nouveau succès. Dans le même temps, son duo avec Charlie Puth Marving Gaye atteint le sommet des charts de plusieurs pays du monde. En 2016 Meghan Trainor remporte le Grammy de la Meilleure Nouvelle Artiste aux Grammys Awards.
En mars 2016 est dévoilé le premier single du deuxième album de Meghan Trainor, NO, qui s'éloigne du doo-wop de ses débuts pour des sonorités inspirées par Britney Spears. La chanson est un succès, et préfigure l'album Thank You, qui paraît la même année et se vend à 1 million d'exemplaires aux États-Unis. Le deuxième single de l'album, Me Too, s'est classée 13ème au Billboard Hot 100. Better, le troisième single de l'album, ne performe pas dans les charts généralistes mais se classe 35ème au Adult Top 40. Meghan Trainor se lance dans le Untouchable Tour pour promouvoir l'album. La tournée se termine en fin 2016. 

#### De 2018 à aujourd’hui : Treat Myself, The Love Train et d’autres projets
En décembre 2017, Trainor est annoncé comme l’un des juges de la Fox show The Four : Battle for Stardom, aux côtés de Sean Combs, DJ Khaled et Charlie Walk (en). Elle diffuse ses deux premières saisons en 2018. Elle a également concouru contre la chanteuse Shania Twain dans un épisode de Drop the Mic du SCT, qui est diffusé en janvier 2018. Son troisième grand album studio, intitulé Treat Myself, devait sortir le 31 août 2018, mais a été retardé jusqu’en janvier 2019. Son single principal, No Excuses, est publié en mars, et atteint un sommet au numéro 46 sur le Billboard Hot 100. Les deuxième et troisième singles respectifs, Let You Be Right et Can’t Dance, ont suivi deux mois plus tard. La chanson All the Ways est sortie le 20 juin 2018, avec la pré-commande de l’album, et le titre de l’album est disponible le 20 juillet 2018.
En fin 2022, elle revient sur le devant de la scène avec sa chanson Made you look, qui devient virale sur Tiktok et se classe 11ème du Billboard Hot 100 aux USA.

## Vie privée
Depuis le 22 décembre 2017 (jour de son anniversaire), elle est fiancée à l'acteur Daryl Sabara. Ils se sont mariés le 22 décembre 2018.
Le 7 octobre 2020, elle annonce sur son compte Instagram qu'elle est enceinte de son premier enfant. Le 8 février 2021, elle donne naissance à un garçon prénommé Riley.
Le 30 janvier 2023, elle annonce être enceinte de son deuxième enfant. Le 1er juillet 2023, elle donne naissance à son deuxième fils, prénommé Barry.
Elle est une proche amie depuis 2022 du Tiktokeur Chris Olsen qui est également le manager de ses réseaux sociaux.

## Discographie

### Albums studio
| Date de sortie    | Titre              | Infos                                               |
| ----------------- | ------------------ | --------------------------------------------------- |
| 31 janvier 2011   | I'll Sing with You | Album autoproduit, 10 titres                        |
| 14 septembre 2011 | Only 17            | Album autoproduit, 13 titres                        |
| 13 janvier 2015   | Title              | Premier album distribué par un label : Epic Records |
| 13 mai 2016       | Thank You (en)     |                                                     |
| 31 janvier 2020   | Treat Myself       |                                                     |
| 21 octobre 2022   | Takin'It Back      |                                                     |
| 14 juin 2024      | Timeless           |                                                     |

### Écriture pour d'autres artistes
| Chanson                       | Année | Artiste           | Album                              |
| ----------------------------- | ----- | ----------------- | ---------------------------------- |
| DJ Tonight                    | 2014  | Rascal Flatts     | Rewind                             |
| I Like the Sound of That      | 2014  | Rascal Flatts     | Rewind                             |
| Can't Blame a Girl for Trying | 2014  | Sabrina Carpenter | Can't Blame a Girl for Trying (EP) |
| Sledgehammer                  | 2014  | Fifth Harmony     | Reflection                         |
| Ain't Your Mama               | 2016  | Jennifer Lopez    | Booty tracking device              |

## Distinctions
| Année | Cérémonie                  | Prix                            | travail nommé         | Résultat   | Ref.   |
| ----- | -------------------------- | ------------------------------- | --------------------- | ---------- | ------ |
| 2014  | American Music Awards      | New Artist of the Year          | Meghan Trainor        | Nomination | [ 10 ] |
| 2014  | MTV Europe Music Awards    | Best Song with a Social Message | "All About That Bass" | Nomination | [ 11 ] |
| 2014  | NewNowNext Awards          | Best New Musician (Female)      | Meghan Trainor        | Nomination | [ 12 ] |
| 2014  | Capricho Awards            | Revelation International        | Meghan Trainor        | Nomination |        |
| 2015  | People's Choice Awards     | Favorite Breakout Artist        | Meghan Trainor        | Nomination | [ 13 ] |
| 2015  | People's Choice Awards     | Favorite Song                   | "All About That Bass" | Nomination | [ 13 ] |
| 2015  | Grammy Awards              | Record of the Year              | "All About That Bass" | Nomination |        |
| 2015  | Grammy Awards              | Song of the Year                | "All About That Bass" | Nomination |        |
| 2015  | Kids' Choice Awards        | Favorite Song of the Year       | "All About That Bass" | Nomination | [ 14 ] |
| 2015  | Kids' Choice Awards        | Favorite New Artist             | Meghan Trainor        | Nomination | [ 14 ] |
| 2015  | iHeartRadio Music Awards   | Best New Artist                 | Meghan Trainor        | Nomination | [ 15 ] |
| 2015  | iHeartRadio Music Awards   | Renegade                        | Meghan Trainor        | Nomination | [ 15 ] |
| 2015  | iHeartRadio Music Awards   | Song of the Year                | "All About That Bass" | Nomination | [ 15 ] |
| 2015  | YouTube Music Awards       | 50 artists to watch             | Meghan Trainor        | Lauréat    | [ 16 ] |
| 2015  | Music Business Association | Breakthrough Artist of the Year | Meghan Trainor        | Lauréat    | [ 17 ] |
| 2015  | Radio Disney Music Awards  | Best Female Artist              | Meghan Trainor        | Nomination | [ 18 ] |
| 2015  | Radio Disney Music Awards  | Best Song to Dance To           | "All About That Bass" | Nomination | [ 18 ] |
| 2015  | Radio Disney Music Awards  | Song of the Year                | "All About That Bass" | Nomination | [ 18 ] |
| 2015  | Billboard Music Awards     | Top New Artist                  | Meghan Trainor        | Nomination | [ 19 ] |
| 2015  | Billboard Music Awards     | Top Female Artist               | Meghan Trainor        | Nomination | [ 19 ] |
| 2015  | Billboard Music Awards     | Top Billboard 100 Artist        | Meghan Trainor        | Nomination | [ 19 ] |
| 2015  | Billboard Music Awards     | Chart Achievement Award         | Meghan Trainor        | Nomination | [ 19 ] |
| 2015  | Billboard Music Awards     | Top Digital Songs Artist        | Meghan Trainor        | Nomination | [ 19 ] |
| 2015  | Billboard Music Awards     | Top Streaming Artist            | Meghan Trainor        | Nomination | [ 19 ] |
| 2015  | Billboard Music Awards     | Top Hot 100 Song                | "All About That Bass" | Lauréat    | [ 19 ] |
| 2015  | Billboard Music Awards     | Top Digital Song                | "All About That Bass" | Lauréat    | [ 19 ] |
| 2015  | Billboard Music Awards     | Top Streaming Video             | "All About That Bass" | Nomination | [ 19 ] |
| 2015  | ASCAP Pop Music Awards     | Most Performed Songs            | "All About That Bass" | Lauréat    | [ 20 ] |
| 2015  | Teen Choice Awards         | Choice Song: Female Artist      | "All About That Bass" | En attente | [ 21 ] |
| 2015  | Teen Choice Awards         | Choice Break-Up Song (en)       | "Lips Are Movin"      | En attente | [ 22 ] |
| 2015  | Teen Choice Awards         | Choice Music: Breakout Artist   | Meghan Trainor        | En attente | [ 22 ] |
| 2016  | Grammy Awards              | meilleur nouvel artiste         | Meghan Trainor        | Lauréat    |        |

### Tournée
- That Bass Tour (2015)
- MTrain Tour (2015)
- The Untouchable Tour (2016)
- The Timeless Tour (2024)

## Clip
- En 2015, elle chante en duo avec Charlie Puth sur le titre Marvin Gaye, et ce dernier apparaît dans le clip Dear Future Husband.

## Filmographie
- 2019 : Playmobil, le film de Lino DiSalvo : la bonne fée (voix)